# 원죄 없이 잉태되신 동정 마리아 대축일
원죄 없이 잉태되신 동정 마리아 대축일(라틴어: Sollemnitas in Conceptione Immaculata Beatæ Mariæ Virginis)은 로마 가톨릭교회에서 성모 마리아의 원죄 없는 잉태, 즉 성모 마리아가 태중에서 원죄에 물들지 않고 잉태되었다는 기독교 전승을 기념하는 대축일이다. 과거에는 복되신 동정 마리아 무염시잉모태 대첨례라고 불렀다. 보편적으로 복되신 동정 마리아 탄생 축일인 9월 8일에서부터 거슬러 계산하여 9개월 전인 12월 8일에 지내고 있다. 대한민국을 포함하여 미국, 스페인, 포르투갈, 브라질, 필리핀, 니카라과 등의 여러 나라 및 여러 성당에서는 원죄 없이 잉태된 마리아를 수호성인으로 모시고 있다.
이 축일은 1708년 교황 클레멘스 11세가 교황 교서 《Commissi Nobis Divinitus》를 반포하면서 처음으로 의무축일로 지정되었으며, 많은 가톨릭 국가에서는 이날 종종 미사와 더불어 퍼레이드, 불꽃놀이, 성모상 행렬, 민속 음식, 문화 축제 등 성모 마리아를 기리는 행사를 개최하곤 한다.

## 역사
원죄 없이 잉태되신 동정 마리아 대축일의 기원은 5세기경 동방 교회에 속한 시리아에서 처음으로 지낸 ‘지극히 거룩하시고 하느님의 고결하신 어머니의 잉태 축일’이다. 본래 이 축일의 이름은 ‘하느님의 성조 성녀 안나의 동정 마리아 잉태 축일’로서, 성녀 안나에게 더 초점이 맞춰져 있었다. 7세기에 들어서면서 이 축일은 동방 교회에서 널리 확산되어 보편화되어 있었다. 그러나 당시 동방 교회에서는 마리아를 ‘티 없는’ 또는 ‘결점이 없이 깨끗함’을 뜻하는 ‘아크란토스’(achrantos)라고 호칭하면서, 이것이 무슨 의미인지에 대해서는 명확하게 정의를 내리지 않았다. 오늘날 대부분의 동방 정교회는 1054년 교회 대분열 이후 서방 교회에서 발전된 마리아가 태중에 잉태된 순간부터 원죄로부터 보호받았다는 이론을 확신하고 있지는 않다. 서방 교회에서는 8세기경부터 이 축일을 12월 8일에 기념하기 시작했다. 이는 동로마 제국 치하에 있던 이탈리아 남부에서 처음으로 지내다가 노르만족 치하의 노르망디로 전파되었으며, 노르망디에서 다시 잉글랜드와 프랑스, 독일 그리고 최종적으로 로마에까지 전파되었다.
1476년 교황 식스토 4세는 교의적 차원에서 마리아의 원죄 없는 잉태를 규정하지는 않았지만, 이 축일을 로마 전례력에 삽입하고 미사와 성무일도에서 사용할 전례 문구들을 인준하였다. 그 뒤에 교황 인노첸시오 12세는 이 축일에 8일 축제를 덧붙였고, 1708년 12월 6일 교황 클레멘스 11세는 교황 교서 《Commissi Nobis Divinitus》를 반포하면서 이 축일을 대축일로 등급을 격상시키는 동시에 의무축일로 지정하여 주일이 아니더라도 반드시 미사에 참례하고 파공을 지키도록 하였다.
1854년 교황 비오 9세가 원죄 없는 잉태를 가톨릭교회의 믿을 교리로 공식 선포하기 전까지 대부분의 로마 미사 경본은 ‘복되신 동정 마리아의 잉태 축일’이라는 이름으로 해당 축일을 기념하였다. 축일 경문 또한 성모 마리아가 원죄로부터 보호를 받았다는 신학적인 내용보다는 그녀의 잉태 자체에 보다 중점을 두었다. 1806년 잉글랜드에서 발행된 미사 경본을 보면, ‘복되신 동정 마리아의 탄생 축일’의 경문이 복되신 동정 마리아의 잉태 축일에도 그대로 적용되었음을 확인할 수 있다.
시대가 지나면서 교회 안에서는 마리아의 성덕에 대한 신심이 발전하였고, 마리아가 잉태될 때부터 원죄에 물들지 않았다는 신심으로 발전하였다. 마리아가 원죄 없이 잉태되었다는 설명은 11세기에 처음 나타났다. 15세기에 교황 식스토 4세는 이 축일을 마리아의 원죄 없는 잉태 축일로 설명한 이들과 그들과 입장을 같이하여 마리아의 원죄 없는 잉태를 회화 등의 예술로 묘사한 이들에게 관대한 입장을 보였으며, 이러한 입장은 나중에 트리엔트 공의회에서도 허락되었다.
17세기에 이르러 마리아가 원죄없이 잉태되었다는 것을 가톨릭교회의 믿을 교리로 규정해 달라는 신자들의 빗발치는 요구에, 마침내 1854년 12월 8일 교황 비오 9세는 교황 무류성에 따라 회칙 《형언할 수 없는 하느님》(Ineffabilis Deus)에 의해 성모 마리아의 원죄 없는 잉태를 다음과 같이 가톨릭교회의 믿을 교리로 선포하였다. “복되신 동정 마리아는 자기의 잉태 첫 순간에 전능하신 하느님의 특별 은총과 특권으로 말미암아 인류의 구세주 예수 그리스도의 예견된 공로에 비추어 원죄의 아무 흔적도 받지 않도록 보호되셨다.”

## 같이 보기
- 원죄 없는 잉태